# Eric Saade
Eric Khaled Saade, född 29 oktober 1990 i Kattarp i Malmöhus län, är en svensk sångare, dansare, låtskrivare och programledare. Han vann Melodifestivalen 2011 med låten "Popular" och var programledare för Melodifestivalen 2019.
Saade har tävlat i Melodifestivalen fyra gånger och Eurovision Song Contest en gång. Han har också medverkat i bland annat Sommarkrysset, Lotta på Liseberg, Allsång på Skansen, Let's Dance och Så mycket bättre.

## Biografi

### Uppväxt
Eric Saade är son till Walid Saade och Marlene Jakobsson. Hans far är av palestinskt ursprung men är född och uppvuxen i Libanon. Modern är svensk. Under sin högstadietid gick han på Magnus Stenbocksskolan i Helsingborg. Gymnasietiden gick han på Filbornaskolan, även den i Helsingborg. Hans föräldrar skilde sig när han var två år, och när han var sex år sjöng han på sin mors bröllop när hon gifte om sig. Då insåg släkten att han kunde sjunga och han fick därefter sjunga och dansa på alla släktfester.

### Tidig karriär
Saade upptäcktes vid 13 års ålder på en talangjakt i Helsingborg och fick sitt första skivkontrakt när han var 15 år gammal.[källa behövs] 2006 vann han talangtävlingen Jokern på Skansen i Stockholm. 
Saade var också med i pojkbandet What’s Up, där Robin Stjernberg var en av medlemmarna. Bandet släppte ett album, "In pose", 2007. Tillsammans med Vendela Palmgren spelade de in det svenska soundtracket Här är jag (This Is Me) till Disneyfilmen Camp Rock, släppt på svenska 2008. Saade bidrog även till den svenska rösten för karaktären Shane.
Kombinationen skola och musiksatsning ledde dock till stress för Saade och 2009 meddelade han att han lämnat bandet och att han tänkte satsa på sin solokarriär i stället. 
Efter att ha tagit studenten 2009 flyttade han upp till Stockholm för att kunna satsa fullt ut på sin karriär.   

### Karriär
Saade var programledare på Disney Channel och för My Camp Rock Scandinavia under hösten 2009. Den 24 augusti 2009 skrev Saade på för Roxy Recordings. Hösten 2009 kom första singeln "Sleepless", och debutalbumet Masquerade gavs ut den 19 maj 2010.
Saades stora genombrott kom med låten "Manboy", som han tävlade med i Melodifestivalen 2010. Under sommaren 2010 besökte han ett trettiotal orter i Sverige med den egna turnén Masquerade Tour. Våren 2011 kom Saades andra skiva Saade vol. 1 och under sommaren åkte han ut på sin andra sommarturné samt gästade Allsång på Skansen. På hösten 2011 släpptes Saade vol. 2.
Följande år åkte han ut på sin tredje turné, Pop Explosion, vilken var hans första arenaturné. Under den avslutande showen på Annexet i Stockholm gästades han av Tone Damli, som han spelat in låten "Imagine" med. Konserten spelades också in och gavs ut på dvd. 
2013 åkte Saade ut på sin Coming Home Tour och besökte bland annat Köpenhamn och Oslo. Samma år släpptes även albumet Forgive Me. Han gästade också konsertturnén Ladies Night. 2017 medverkade han i åttonde säsongen av Så mycket bättre (TV4), tillsammans med bland andra Kikki Danielsson, Uno Svenningsson och Sabina Ddumba. Våren 2018 åkte Saade ut på en kortare turné som hade premiär i Västerås Konserthus i mars och avslutades på Ritz i Örebro i april. 2019 var det han som överlämnade Sveriges röster i Eurovision Song Contest 2019.
Saades sjätte album "Det Svarta Fåret" släpptes juni 2020.

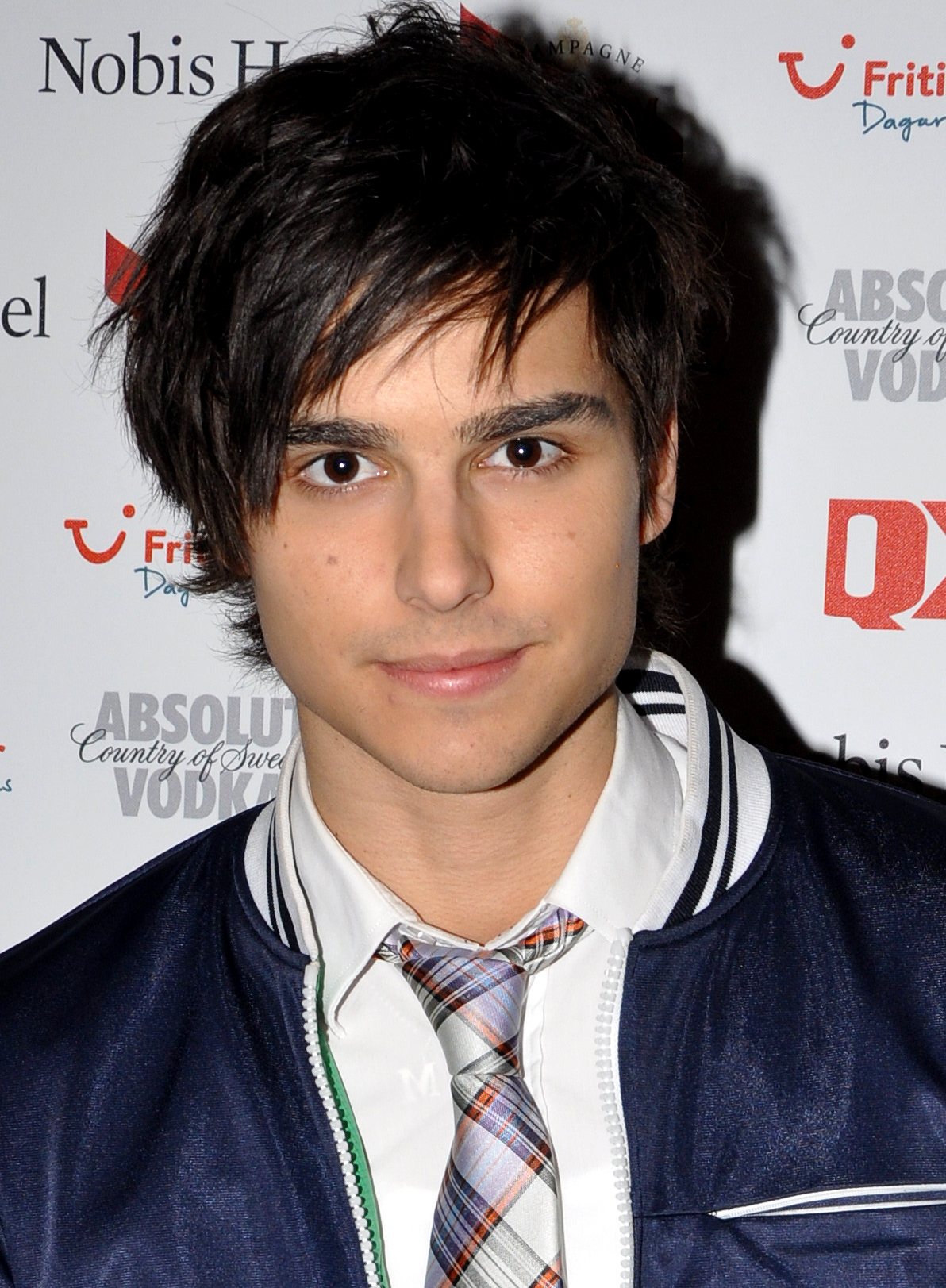
Eric Saade 2011.

Saade vann dansprogrammet Let’s Dance 2022, som sändes i TV4. Under hösten 2024 var Saade programledare för SVT:s Hello Mello tillsammans med Malin Olsson.

## Melodifestivalen
Saade deltog med Fredrik Kempes och Peter Boströms låt "Manboy" i Melodifestivalen 2010 och gick direkt till final ifrån deltävlingen i Sandviken till Globen, där han slutade på tredje plats. Han avlämnade också Sveriges röster i Eurovision Song Contest 2010. 
Trots att Saade först sade sig vara skeptisk till att ställa upp i Melodifestivalen en andra gång tävlade han igen i Melodifestivalen 2011 med låten "Popular", skriven av Fredrik Kempe. Den 19 februari tog han sig vidare ifrån delfinalen i Linköping och gick direkt till final. Den 12 mars blev "Popular" vinnare av Melodifestivalen 2011 och representerade därför Sverige i Eurovision Song Contest 2011 i Düsseldorf med en tredjeplats som resultat. 
2012 var Saade mellanakt i finalen och framförde ett dansnummer till en remix av sina låtar.
Han deltog i Melodifestivalen 2015 med låten "Sting" som slutade på femte plats i finalen.
År 2019 ledde han Melodifestivalen tillsammans med Sarah Dawn Finer, Kodjo Akolor och Marika Carlsson.
År 2021 ställde han upp för fjärde gången i Melodifestivalen med låten "Every Minute" skriven av honom själv tillsammans med Linnea Deb, Joy Deb och Jimmy ”Joker” Thörnfeldt. Han tävlade i den fjärde deltävlingen och tog låten vidare till final där den slutade på andra plats.
I Melodifestivalen 2022 uppträdde Saade som mellanakt i första deltävlingen, där han uppträdde med ett medley av sina bidrag: "Manboy", "Popular", "Sting" och "Every Minute", och han utvaldes i Melodifestivalens Hall of Fame.

## Eurovision Song Contest

### 2011
Efter att ha vunnit Melodifestivalen 2011 representerade Eric Saade Sverige i Eurovision Song Contest 2011 i Düsseldorf. Saade vann den andra semifinalen som hölls den 12 maj 2011 och kvalificerade sig därmed vidare till finalen som hölls den 14 maj 2011. Han slutade på en tredjeplats i finalen med låten Popular, vilket var Sveriges bästa placering i Eurovision Song Contest sedan 1999. Han fixade Sveriges första 12-poängare sedan 2008, dessa från Estland och Israel.

### 2024
Saade var en del av öppningsakten vid första semifinalen av Eurovision Song Contest 2024 i Malmö. Han framförde då en nerkortad version av "Popular". Under uppträdandet bar Saade en palestinasjal virad runt handen trots att detta var mot EBU:s regler som säger att inga politiska symboler får synas under tävlingen. Saade hade redan på förhand meddelat att han skulle medverka i öppningsakten som en protest mot Israels krig i Gaza och uttryckt kritik mot hur EBU hanterat frågan. Tilltaget med palestinasjalen väckte kritik från både SVT och EBU medan Saade kommenterade kritiken med att han bar den för att visa sitt ursprung. Saade är en av artisterna i nätverket Singers in solidarity with Palestine som släppt musik och samlar in pengar i solidaritet med barnen på Gazaremsan. Han skrev under ett upprop om att Israel borde uteslutas från Eurovision Song Contest 2024 med anledning av kriget i Gaza.

## Diskografi

### Album
- 2010: Masquerade
- 2011: Saade Vol. 1
- 2011: Saade Vol. 2
- 2013: Forgive Me
- 2016: Saade
- 2017: Så mycket bättre 2017 - tolkningarna
- 2020: Det svarta fåret

### Singlar
| År   | Singel                             | Listplacering | Listplacering | Listplacering | Listplacering | Listplacering | Listplacering |
| År   | Singel                             | Sverige       | Finland       | Frankrike     | Norge         | Tyskland      | Österrike     |
| ---- | ---------------------------------- | ------------- | ------------- | ------------- | ------------- | ------------- | ------------- |
| 2009 | "Sleepless"                        | 44            | -             | -             | -             | -             | -             |
| 2010 | "Manboy"                           | 1             | -             | -             | -             | -             | -             |
| 2010 | "Break of Dawn"                    | 45            | -             | -             | -             | -             | -             |
| 2011 | "Popular"                          | 1             | 17            | -             | -             | 48            | 29            |
| 2011 | "Hearts In the Air" (feat. J-Son)  | 2             | -             | -             | -             | -             | -             |
| 2011 | "Hotter Than Fire" (feat. DEV)     | 5             | -             | -             | -             | -             | -             |
| 2012 | "Imagine" (feat. Tone Damli)       | 49            | -             | -             | 9             | -             | -             |
| 2012 | "Marching (In the Name of Love)"   | -             | -             | -             | -             | -             | -             |
| 2012 | "Miss Unknown"                     | -             | -             | -             | -             | -             | -             |
| 2013 | "Coming Home"                      | -             | -             | -             | -             | -             | -             |
| 2013 | "Winning Ground"                   | -             | -             | -             | -             | -             | -             |
| 2013 | "Boomerang"                        | -             | -             | -             | -             | -             | -             |
| 2014 | "Du är aldrig ensam"               | 1             | -             | -             | -             | -             | -             |
| 2014 | "Take a Ride (Put 'Em In the Air)" | -             | -             | -             | -             | -             | -             |
| 2015 | "Sting"                            | 5             | -             | -             | -             | -             | -             |
| 2015 | "Girl From Sweden"                 | -             | -             | -             | -             | -             | -             |
| 2016 | "Colors"                           | -             | -             | -             | -             | -             | -             |
| 2016 | "Wide Awake (feat Gustaf Norén)    | -             | -             | 166           | -             | -             | -             |
| 2016 | "Saade" EP                         | -             | -             | -             | -             | -             | -             |
| 2016 | "Back 2 Myself"                    | -             | -             | -             | -             | -             | -             |
| 2017 | "Another Week"                     | -             | -             | -             | -             | -             | -             |
| 2017 | "Allt Man Kan Önska Sig            | -             | -             | -             | -             | -             | -             |
| 2017 | "Bad Sign"                         | -             | -             | -             | -             | -             | -             |
| 2017 | "Bra Vibrationer (Vill Ha Mer)"    | -             | -             | -             | -             | -             | -             |
| 2017 | "Där Får Du Andas Ut"              | -             | -             | -             | -             | -             | -             |
| 2017 | "We Got The World"                 | -             | -             | -             | -             | -             | -             |
| 2017 | "Fånga En Dröm"                    | -             | -             | -             | -             | -             | -             |
| 2018 | "Another Week"                     | -             | -             | -             | -             | -             | -             |
| 2019 | "Postcard" (feat. Anis Don Demina) | 35            | -             | -             | -             | -             | -             |
| 2021 | "Every Minute"                     | 4             | -             | -             | -             | -             | -             |

## Utmärkelser och nomineringar

### Utmärkelser
2010 (2)
- Scandipop Awards - Brightest New Hope [18]
- Marcel Bezençon Award (Melodifestivalen) - Artisternas pris - Manboy [källa behövs]

2011 (5)
- Scandipop Awards - Bästa manliga artisten [19]
- Scandipop Awards - Bästa albumet av en ny artist - Masquerade[19]
- Marcel Bezençon Award (Melodifestivalen) - Pressens pris - Popular[20]
- ESC Radio Awards - Bästa låten - Popular[21]
- ESC Radio Awards - Bästa manliga artisten[21]

2012 (5)
- Scandipop Awards - Läsarnas favorit under 2011[22]
- Scandipop Awards - Bästa manliga artisten[22]
- Scandipop Awards - Bästa albumet av en manlig artist - Saade Vol. 1[22]
- Scandipop Awards - Bästa singeln av en manlig artist - Popular [22]
- Nickelodeon Kids' Choice Awards (Sverige) - Sveriges favoritstjärna [23]

2013
- Scandipop Awards - Läsarnas favorit under 2012[24]

2014
- Scandipop Awards - Läsarnas favorit under 2013[25]
- Scandipop Awards - Bästa albumet av en manlig artist - Forgive Me[25]

### Nomineringar
2010 (4)
- Marcel Bezençon Award (Melodifestivalen) - Pressens pris - Förlorade mot Anna Bergendahl med låten This Is My Life [källa behövs]
- Rockbjörnen - Årets svenska låt - Förlorade mot Oskar Linnros med låten Från och med du[26]
- Rockbjörnen - Årets genombrott - Förlorade mot Oskar Linnros[26]
- Rockbjörnen - Årets manliga liveartist - Förlorade mot Lars Winnerbäck[26]

2011 (15)
- Scandipop Awards - Bästa nya artisten - Förlorade mot Gravitonas[19]
- Scandipop Awards - Bästa albumet av en manlig artist - Masquerade - Förlorade mot Darin med albumet Lovekiller[19]
- Scandipop Awards - Bästa singeln från en ny artist - Manboy - Förlorade mot Timoteij med låten Kom[19]
- Scandipop Awards - Bästa singeln från en ny artist - It's Gonna Rain - Förlorade mot Timoteij med låten Kom[19]
- Scandipop Awards - Bästa singeln från en manlig artist - It's Gonna Rain - Förlorade mot Ola Svensson med låten All Over the World[19]
- Scandipop Awards - Bästa singeln från en manlig artist - Manboy - Förlorade mot Ola Svensson med låten All Over the World[19]
- Grammis - Årets låt - Manboy - Förlorade mot Robyn med Dancing on My Own[27]
- Marcel Bezençon Awards (Melodifestivalen) - Artisternas pris - Förlorade mot Danny Saucedo med låten In the Club
- Nickelodeon Kids' Choice Awards (Sverige) - Sveriges favoritstjärna - Förlorade mot Amy Diamond [källa behövs]
- Marcel Bezençon Awards (Eurovision) - Artisternas pris - Popular -Förlorade mot Jedward med låten Lipstick[källa behövs]
- Marcel Bezençon Awards (Eurovision) - Pressens pris - Popular - Förlorade mot Paradise Oskar med låten Da Da Dam [källa behövs]
- You Choice Awards - Bästa manliga musikvideon - Popular - Förlorade mot Justin Bieber med låten Never say never [källa behövs]
- You Choice Awards - Bästa nya artisten - Popular - Förlorade mot Demi Lovato med låten Skyscraper [källa behövs]
- Rockbjörnen - Bästa Svenska låten - Popular - Förlorade mot Veronica Maggio med låten Jag kommer[28]
- Rockbjörnen - Bästa manliga liveartist - Förlorade mot Håkan Hellström[28]

2012 (3)
- Scandipop Awards - Bästa remixen - Popular (SoundFactory Remix) - Förlorade mot Le Kid med Oh My God (SoundFactory Remix)
- Scandipop Awards - Bästa albumet av en manlig artist - Saade Vol. 2 - Förlorade mot sitt andra album, Saade Vol. 1
- Grammis - Årets bästa låt - Popular - Förlorade mot Avicii med låten Levels

2013
- Scandipop Awards - Bästa singel av en manlig artist - Marching (In The Name Of Love) - Förlorade mot Danny Saucedos Amazing [24]
- Scandipop Awards - Bästa Manliga artist - förlorade mot Danny Saucedo[24]

2014
- Scandipop Awards - Bästa Manliga artist - förlorade mot Ola[25]

## TV-medverkan
- 2010 – Melodifestivalen 2010 (TV-serie)
- 2011 – Melodifestivalen 2011 (TV-serie)
- 2011 – Eurovision Song Contest 2011 (TV-serie)
- 2015 – Melodifestivalen 2015 (TV-serie)
- 2017 – Så mycket bättre (TV-serie)
- 2019 – Melodifestivalen 2019 (TV-serie)
- 2022 – Secret Song Sverige (TV-serie)
- 2022 – Let's Dance (TV-serie) (deltagare/vinnare, säsong 17)
- 2024 – Hello Mello (TV-serie)
- 2025 – Let's Dance (TV-serie) (jurymedlem, säsong 19)